# Строги природни резерват Забалац
Резерват Забалац је строги природни резерват који се налази на простору планине Дивчибаре Један је од четири резервата природе који се налазе на овом простору. Стациониран је у изворишном делу реке  Бела Каменица, испод врха Забала.  Биљне врсте које настањују овај резерват јесу бреза,  буква, јела, црни и бели бор.